# 장기도사
장기도사는 인공지능 장기 프로그램이다. 컴퓨터와 장기를 둘 수 있는 프로그램이며, 현재 시중에 나와있는 장기 프로그램들 중에서 기력이 강한 축에 드는 프로그램이다.

## 기력
장기도사의 특징은 컴퓨터의 사양에 따라 기력이 크게 달라진다. 컴퓨터가 최신 사양이면, 기력이 더 세진다.
경험쌓기 기능이 있어서 장기도사가 잘못 둔 수는 되풀이하지 않으며 결과가 좋은 수는 다시 둔다.
어떤 이는 대부분의 연장군 박보를 1초 내로 풀 수 있다고 주장한다.

## 사용 예
컴퓨터와 장기를 둘 때 사용하는 것이 일반적이다. 기력이 최하수, 하수, 중수, 고수, 초고수 이렇게 총 5단계로 나뉘어 있기 때문에 자기 기력에 맞춰서 대국을 할 수 있으며 포진이나 수를 연구할 때 사용을 하기도 한다.

## 온라인 상의 이용
현재 인터넷 장기에서 장기도사 프로그램을 이용하여 응수방법을 연구하는 경우를 많이 볼 수 있다.
예를 들어 인터넷 장기에서 상대 대국자가 한을 잡고 자신이 초를 잡았다면, 장기도사 프로그램을 초를 잡게 하고 사람이 한을 잡게 하여 상대 대국자의 수를 집어 넣어 장기도사의 응수를 본 후, 그걸 그대로 두면서 응수방법을 연구하는 것이다. 이렇게 하여 장기도사 프로그램을 이용할 수 있다.

## 지원하는 파일 포맷
장기도사는 기보 수순과 판의 형태를 저장 및 열람하는 기능이 있는데, 저장을 할 때 기보 파일은 GIB 파일로, 판 형태는 PAN 파일로 저장된다.
기보를 열람할 땐 GIB 와 PAN 외에도 SJF(류경장기), 넷마블 장기(NJK), 텀제이(TJH)의 파일 포맷들을 지원한다.

## 같이 보기
- 류경장기